# XIV Liceum Ogólnokształcące im. Mikołaja Kopernika w Krakowie
XIV Liceum Ogólnokształcące im. Mikołaja Kopernika – liceum ogólnokształcące w Krakowie, przy ul. Chełmońskiego 24.

## Historia
Liceum powstało w roku 1957 jako XII LO. W 1960 roku szkoła otrzymała imię Mikołaja Kopernika. 1 lutego 1966 roku zmieniono nazwę szkoły na XIV Liceum Ogólnokształcące im. Mikołaja Kopernika w Krakowie. 19 lutego 1972 r. szkoła otrzymała sztandar.

### Kalendarium[2]
- 2 września 1956 roku budynek przy ul. Chełmońskiego 24 został oddany do użytku Szkole Podstawowej Nr 15
- we wrześniu 1957 r.  rozpoczęła naukę pierwsza klasa licealistów w  Szkole Podstawowej i XII Liceum Ogólnokształcącym
- 20 listopada 1960 roku Szkoła Podstawowa i XII Liceum Ogólnokształcące otrzymały imię Mikołaja Kopernika
- 1 stycznia 1961 roku zmieniono nazwę szkoły na: Szkoła Podstawowa i Liceum Ogólnokształcące nr 2 im. M. Kopernika
- 1 lutego 1966 roku zmieniono nazwę szkoły na XIV Liceum Ogólnokształcące im. Mikołaja Kopernika
- od roku szkolnego 1965/66 szkoły rozdzielono, Szkoła Podstawowa otrzymała nr 113 i została przeniesiona do nowego budynku przy ul. P.Stachiewicza
- 19 lutego 1972 r. szkoła otrzymała sztandar.

### Dyrektorzy[2]
1. Zofia Kozankiewicz (1957 – 1962)
2. Jan Golański (1962/63)
3. Stefan Walentoski (1963 – 1968)
4. Irena Matyja (1968 – 1974)
5. Anna Cisak (1975 – 1980)
6. Stanisław Sroka (1980/81)
7. Janina Dziób (1981 – 2002)
8. Mariola Reguła (od 2002)
9. Anna Rymaszewska (od 2022)